# Szlagowski
Szlagowski, Szlagowska – polskie nazwisko, w Polsce nosi je niecałe 650 osób.
Osoby noszące to nazwisko:
- Antoni Władysław Szlagowski (ur. 10 lipca 1864 zm. 28 lutego 1956) – polski duchowny katolicki, biskup pomocniczy warszawski.
- Jan Szlagowski (ur. 11 listopada 1984 w Warszawie) – perkusista, występujący w popowym zespole Blog 27, którego wokalistką jest jego młodsza siostra Tola.
- Jarosław Szlagowski (ur. 27 grudnia 1959) – polski perkusista rockowy.
- Tola Szlagowska (ur. 27 listopada 1992 w Warszawie) – polska wokalistka i kompozytorka.